# Monument Nelson
Le Nelson Monument est un obélisque commémoratif construit en 1806 en l'honneur du vice-amiral Horatio Nelson, construit l'année suivant sa mort à la bataille de Trafalgar. Il est situé sur  Glasgow Green, un parc public historique de Glasgow, en Écosse. Il mesure 44 mètres de haut, et son socle carré est entouré de balustrades en fonte.

## Histoire
L'obélisque a été conçu par l'architecte David Hamilton. Une plaque devant la colonne indique qu'il s'agissait du premier monument civique en Grande-Bretagne aux victoires de Nelson, financé par une souscription publique. La première pierre a été posée le 1er août 1806 et le monument a été construit par le maçon A. Brockett.
Peu de temps après sa construction, l'obélisque a été frappé par la foudre, laissant une longue fissure structurelle dans le monument : cet événement a été représenté dans un tableau de John Knox, qui se trouve maintenant au musée du Palais du Peuple à proximité. En 1965, une tablette a été ajoutée au socle commémorant l'utilisation de Glasgow Green par James Watt en pensant à une machine à vapeur améliorée.
Le monument est devenu un bâtiment classé de catégorie A en 1970.

## Galerie

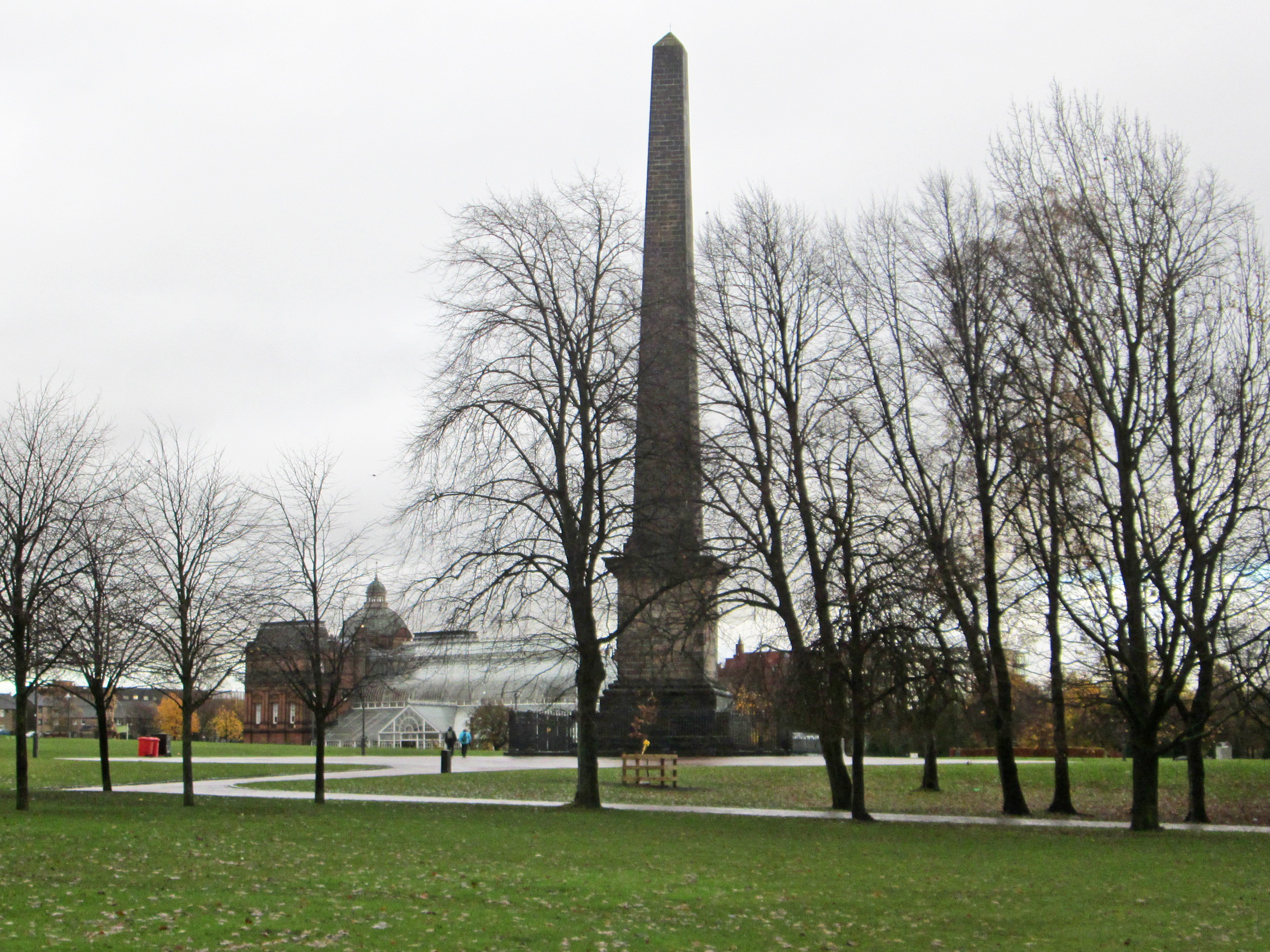
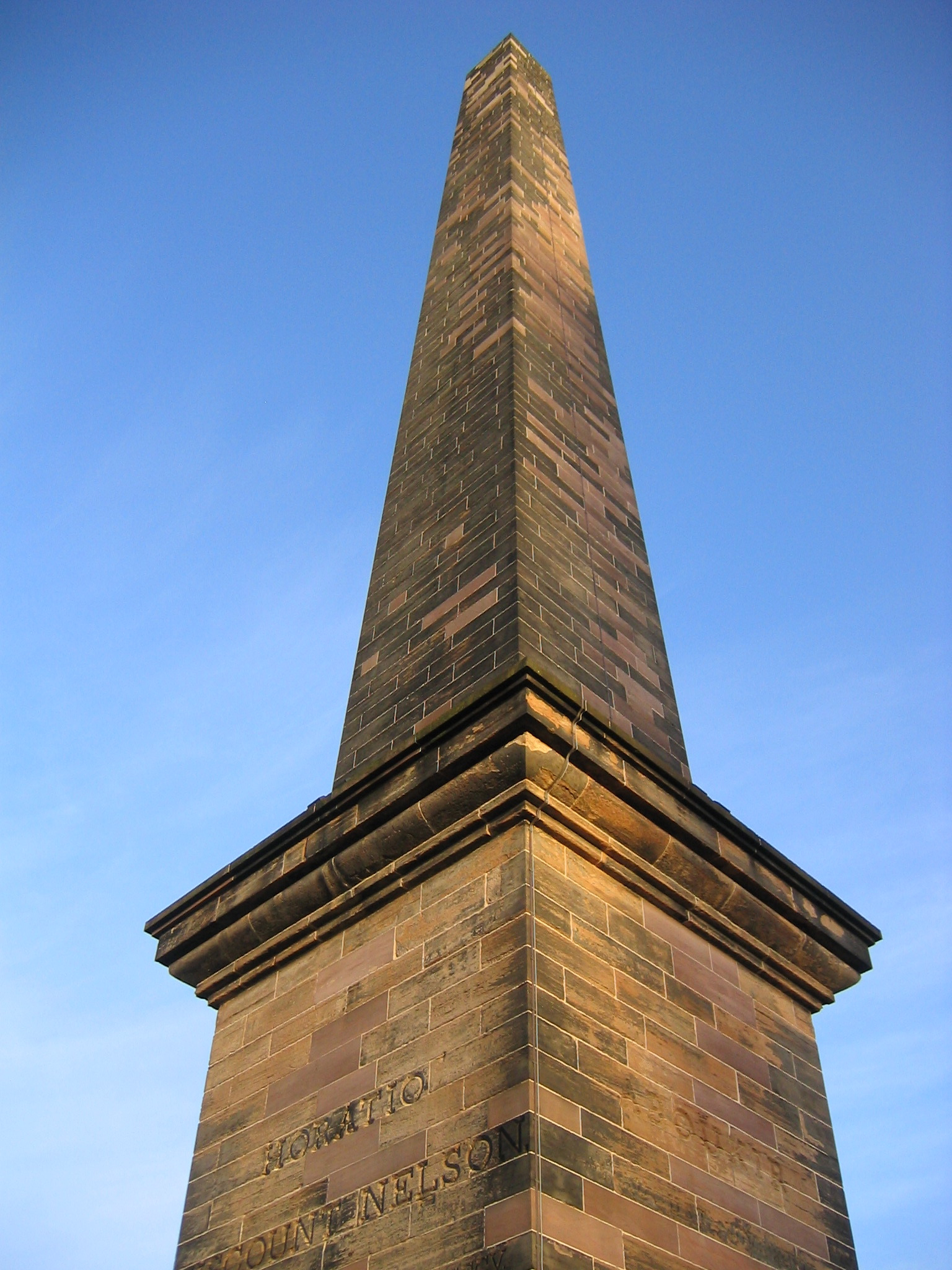